# Karl-Heinz Radschinsky
Karl-Heinz Radschinksy (23 de julho de 1953, em Neumarkt in der Oberpfalz) é um ex-halterofilista alemão.
Radschinsky apareceu no Campeonato Mundial de 1977 e até o Campeonato Mundial e Europeu de 1981, que foram organizados como um único evento, ele competiu na categoria até 67,5 kg (peso-leve). A partir do Campeonato Mundial e Europeu de 1982 ele passou a competir na categoria até 75 kg (peso-médio).
Seu maior sucesso ocorreu nos Jogos Olímpicos de 1984, que também serviu como Campeonato Mundial de Halterofilismo, onde conquistou a medalha de ouro com um levantamento total de 340 kg (150 no arranco e 190 no arremesso).
Em 1986, ele foi condenado a 18 meses de liberdade condicional e uma multa de 35.000 marcos alemães por tráfico ilegal de esteroides anabolizantes.
QUADRO DE RESULTADOS
| Ano  | Competição                            | Classe de peso | Marca (kg)        | Pos. | Ref.  |
| ---- | ------------------------------------- | -------------- | ----------------- | ---- | ----- |
| 1977 | Campeonato Europeu em Stuttgart       | –67,5 kg       | 285 (125+160)     | 6.   | [ 3 ] |
| 1977 | Campeonato Mundial em Stuttgart       | –67,5 kg       | 285 (125+160)     | 8.   | [ 1 ] |
| 1978 | Campeonato Europeu em Havířov         | –67,5 kg       | 280 (122,5+157,5) | 11.  | [ 4 ] |
| 1978 | Campeonato Mundial em Gettysburg      | –67,5 kg       | 285 (125+160)     | 10.  | [ 1 ] |
| 1979 | Campeonato Europeu em Varna           | –67,5 kg       | 300 (130+170)     | 7.   | [ 5 ] |
| 1979 | Campeonato Mundial em Salonica        | –67,5 kg       | 300 (132,5+167,5) | 6.   | [ 1 ] |
| 1980 | Campeonato Europeu em Belgrado        | –67,5 kg       | 312,5 (137,5+175) | 3    | [ 6 ] |
| 1981 | Campeonato Europeu em Lille           | –67,5 kg       | 312,5 (137,5+175) | 4.   |       |
| 1981 | Campeonato Mundial em Lille           | –67,5 kg       | 312,5 (137,5+175) | 4.   | [ 1 ] |
| 1982 | Campeonato Europeu em Liubliana       | –75 kg         | 340 (147,5+192,5) | 5.   |       |
| 1982 | Campeonato Mundial em Liubliana       | –75 kg         | 340 (147,5+192,5) | 5.   | [ 1 ] |
| 1983 | Campeonato Europeu em Moscou          | –75 kg         | 347,5 (150+197,5) | 4.   |       |
| 1983 | Campeonato Mundial em Moscou          | –75 kg         | 347,5 (150+197,5) | 4.   | [ 1 ] |
| 1984 | Campeonato Europeu em Vitoria-Gasteiz | –75 kg         | 347,5 (147,5+205) | 5.   | [ 7 ] |
| 1984 | Jogos Olímpicos em Los Angeles        | –75 kg         | 340 (150+190)     | 1    | [ 6 ] |
| 1984 | Campeonato Mundial em Los Angeles     | –75 kg         | 340 (150+190)     | 1    | [ 6 ] |
| 1988 | Campeonato Europeu em Cardiff         | –75 kg         | 322,5 (145+177,5) | 6.   | [ 8 ] |

O Campeonato Mundial de 1984 foi organizado conjuntamente com os Jogos Olímpicos; os campeonatos mundiais
 e os europeus de 1977, de 1981, de 1982 e de 1983 foram organizados conjuntamente